# イフ・ユーヴ・ガット・トラブル
「イフ・ユーヴ・ガット・トラブル」（If You've Got Trouble）は、ビートルズの楽曲である。レノン＝マッカートニーの作品。1965年2月18日にレコーディングが行われ、リンゴ・スターがボーカルを務めた。当初、アルバム『ヘルプ!』や映画『ヘルプ!4人はアイドル』への収録が予定されていたが、ビートルズが出来に満足しなかったことから未収録となり、代わりに「アクト・ナチュラリー」（映画では未使用）が収録された。本作は1996年に発売された『ザ・ビートルズ・アンソロジー2』に収録されるまで、未発表のままとなっていた。

## レコーディング
「イフ・ユーヴ・ガット・トラブル」のレコーディングは、アルバム『ヘルプ!』のレコーディング4日目となる1965年2月18日の午後6時からのセッションで行なわれた。その日のうちに録音された3曲のうちの1つで、他には「悲しみはぶっとばせ」や「テル・ミー・ホワット・ユー・シー」がある。
バッキング・トラックは1テイクで録音された。その後スターがダブルトラックのボーカルをオーバー・ダビングし、ジョージ・ハリスンがギターのパートを追加した。
1965年2月20日にモノラル・ミックスが作成された。1996年に発売された『ザ・ビートルズ・アンソロジー2』には、ステレオ・ミックスが収録されており、モノラル・ミックスは未発表のままとなっている。

## リリース・評価
「イフ・ユーヴ・ガット・トラブル」は、1984年にアルバム『Sessions』に収録することを目的にジェフ・エメリックによってリミックスが行なわれたが、ビートルズ側が発売を拒否したことによりアルバムは発売中止となった。1994年にジョージ・マーティンによってリミックスが行なわれ、1996年に発売された『ザ・ビートルズ・アンソロジー2』に収録された。
音楽評論家のイアン・マクドナルドは、本作を「レノン＝マッカートニーの作品で唯一の紛れも無き失敗作」とし、歌詞とメロディを批判した。ビートルズの歴史家であるマーク・ルイソンも「レノン＝マッカートニーの作品の中でも良い曲でもない…演奏も見事ではない」と述べている。ハリスンは「最も奇妙な曲…馬鹿げた言葉が並んだ、最もくだらない曲。どのアルバムにも収録されなかったのも不思議ではない」と語っている。
一方、『オールミュージック』のリッチー・アンターバーガーは、「真面目さに欠けているが、ユーモアがあり、好感が持てて、気さくな精神で演奏されている」と評している。

## クレジット
※出典
- リンゴ・スター - ダブルトラックのボーカル、ドラム
- ジョン・レノン - バッキング・ボーカル、リズムギター
- ポール・マッカートニー - バッキング・ボーカル、ベース
- ジョージ・ハリスン - リードギター
- ジョージ・マーティン - プロデュース
- ノーマン・スミス - エンジニア

## カバー・バージョン
ビートニクスは、1998年に発売したアルバム『It's Four You』でカバー。
ザ・ブリストルズは、2000年に発売したアルバム『Introducing... the Bristols』でカバー。